# Subsecretario de Estado para Asuntos del Hemisferio Occidental
El subsecretario de Estado adjunto para Asuntos del Hemisferio Occidental (en inglés: US Assistant Secretary of State for Western Hemisphere Affairs) es el jefe de la Oficina de Asuntos del Hemisferio Occidental del Departamento de Estado del Gobierno Federal de los Estados Unidos. El Secretario de Estado Adjunto es el guía de las operaciones diplomáticas establecidas por Estados Unidos en los países del Hemisferio Occidental y asesora al Secretario de Estado y al subsecretario de Asuntos Políticos.
El actual titular es Michael Kozak, que desde enero de 2025 ejerce interinamente el cargo.

## Historia
El Departamento de Estado estableció por primera vez una División de Asuntos de América Latina en 1909.
El Departamento de Estado creó el cargo de subsecretario de Estado para Asuntos de las Repúblicas Americanas durante la reorganización general del 20 de diciembre de 1944, después de que el Congreso autorizara un aumento en el número de subsecretarios de Estado de cuatro a seis. Esta reorganización fue la primera en asignar designaciones específicas a los cargos de subsecretarios. El puesto se suspendió temporalmente entre junio de 1947 y junio de 1949, cuando los Asuntos de las Repúblicas Americanas estuvieron a cargo del secretario adjunto de Asuntos Políticos.
El Departamento de Estado restableció el cargo en junio de 1949 después de que la Comisión de Organización del Poder Ejecutivo del Gobierno (llamada Comisión Hoover) recomendara que se actualizaran algunas áreas a nivel de oficina y después de que el Congreso aumentara el número de subsecretarios de Estado de seis a diez. El 3 de octubre de 1949, el Departamento a través de medidas administrativas cambió la denominación a Subsecretario de Estado para Asuntos Interamericanos.

## Lista de Subsecretarios de Estado para Asuntos de las Repúblicas Americanas, 1944-1949
| Nombre             | Asumió el Cargo         | Dejó el Cargo        | Presidente            |
| ------------------ | ----------------------- | -------------------- | --------------------- |
| Nelson Rockefeller | 20 de diciembre de 1944 | 17 de agosto de 1945 | Franklin D. Roosevelt |
| Spruille Braden    | 29 de octubre de 1945   | 27 de junio de 1947  | Harry S. Truman       |

## Lista de Subsecretarios de Estado para Asuntos Interamericanos, 1949-2000
| Nombre                | Asumió el cargo      | Dejó el Cargo            | Presidente                          |
| --------------------- | -------------------- | ------------------------ | ----------------------------------- |
| Edward G. Miller, Jr. | 28 de junio de 1949  | 31 de diciembre de 1952  | Harry S. Truman                     |
| John M. Cabot         | 3 de marzo de 1953   | 1 de marzo de 1954       | Dwight D. Eisenhower                |
| Henry F. Holland      | 2 de marzo de 1954   | 13 de septiembre de 1956 | Dwight D. Eisenhower                |
| Roy R. Rubottom, Jr.  | 18 de junio de 1957  | 27 de agosto de 1960     | Dwight D. Eisenhower                |
| Thomas C. Mann        | 28 de agosto de 1960 | 20 de abril de 1961      | Dwight D. Eisenhower                |
| Robert F. Woodward    | 17 de julio de 1961  | 17 de marzo de 1962      | John F. Kennedy                     |
| Edwin M. Martin       | 18 de mayo de 1962   | 2 de enero de 1964       | John F. Kennedy y Lyndon B. Johnson |
| Thomas C. Mann        | 3 de enero de 1964   | 17 de marzo de 1965      | Lyndon B. Johnson                   |
| Jack Vaughn           | 22 de marzo de 1965  | 28 de febrero de 1966    | Lyndon B. Johnson                   |
| Lincoln Gordon        | 9 de marzo de 1966   | 30 de junio de 1967      | Lyndon B. Johnson                   |
| Covey T. Oliver       | 1 de julio de 1967   | 31 de diciembre de 1968  | Lyndon B. Johnson                   |
| Charles A. Meyer      | 2 de abril de 1969   | 2 de marzo de 1973       | Richard Nixon                       |
| Jack B. Kubisch       | 29 de mayo de 1973   | 4 de septiembre de 1974  | Richard Nixon                       |
| William D. Rogers     | 7 de octubre de 1974 | 18 de junio de 1976      | Gerald Ford                         |
| Harry W. Shlaudeman   | 22 de julio de 1976  | 14 de marzo de 1977      | Gerald Ford                         |
| Terence Todman        | 1 de abril de 1977   | 27 de junio de 1978      | Jimmy Carter                        |
| Viron P. Vaky         | 21 de julio de 1978  | 30 de noviembre de 1979  | Jimmy Carter                        |
| William G. Bowdler    | 4 de enero de 1980   | 16 de enero de 1981      | Jimmy Carter                        |
| Thomas O. Enders      | 23 de junio de 1981  | 27 de junio de 1983      | Ronald Reagan                       |
| Langhorne A. Motley   | 12 de julio de 1983  | 3 de julio de 1985       | Ronald Reagan                       |
| Elliott Abrams        | 17 de julio de 1985  | 20 de enero de 1989      | Ronald Reagan                       |
| Bernard W. Aronson    | 16 de junio de 1989  | 2 de julio de 1993       | George H. W. Bush                   |
| Alexander Watson      | 2 de julio de 1993   | 29 de marzo de 1996      | Bill Clinton                        |
| Jeffrey Davidow       | 7 de agosto de 1996  | 1998                     | Bill Clinton                        |

## Lista de Subsecretarios de Estado para Asuntos del Hemisferio Occidental, desde 2000
| Nombre                                         | Asumió el cargo          | Dejó el Cargo            | Presidente     |
| ---------------------------------------------- | ------------------------ | ------------------------ | -------------- |
| Peter F. Romero                                | 4 de enero de 2001       | 4 de junio de 2001       | Bill Clinton   |
| Otto Reich                                     | 11 de enero de 2002      | 22 de noviembre de 2002  | George W. Bush |
| Roger Noriega                                  | 31 de julio de 2003      | 6 de octubre de 2005     | George W. Bush |
| Thomas A. Shannon, Jr.                         | 17 de octubre de 2005    | 5 de noviembre de 2009   | George W. Bush |
| Arturo Valenzuela                              | 10 de noviembre de 2009  | 31 de agosto de 2011     | Barack Obama   |
| Roberta S. Jacobson                            | 30 de marzo de 2012      | 5 de mayo de 2016        | Barack Obama   |
| Mari Carmen Aponte                             | 5 de mayo de 2016        | 20 de enero de 2017      | Barack Obama   |
| Francisco Palmieri                             | 20 de enero de 2017      | 15 de octubre de 2018    | Donald Trump   |
| Kimberly Breier                                | 15 de octubre de 2018    | 8 de agosto de 2019      | Donald Trump   |
| Michael Kozak                                  | 13 de septiembre de 2019 | 20 de enero de 2020      | Donald Trump   |
| Julie J. Chung                                 | 20 de enero de 2020      | 3 de agosto de 2021      | Joe Biden      |
| Ricardo Zúñiga                                 | 3 de agosto de 2021      | 15 de septiembre de 2021 | Joe Biden      |
| Brian A. Nichols                               | 15 de septiembre de 2021 | 31 de diciembre de 2024  | Joe Biden      |
| Mark A. Wells (superior a cargo de la oficina) | 1 de enero de 2025       | 20 de enero de 2025      | Joe Biden      |
| Michael Kozak (interino)                       | 20 de enero de 2025      | presente                 | Donald Trump   |